# Rhynchospora glaziovii
Rhynchospora glaziovii là loài thực vật có hoa trong họ Cói. Loài này được Boeckeler miêu tả khoa học đầu tiên năm 1874.